# Orchester im Treppenhaus

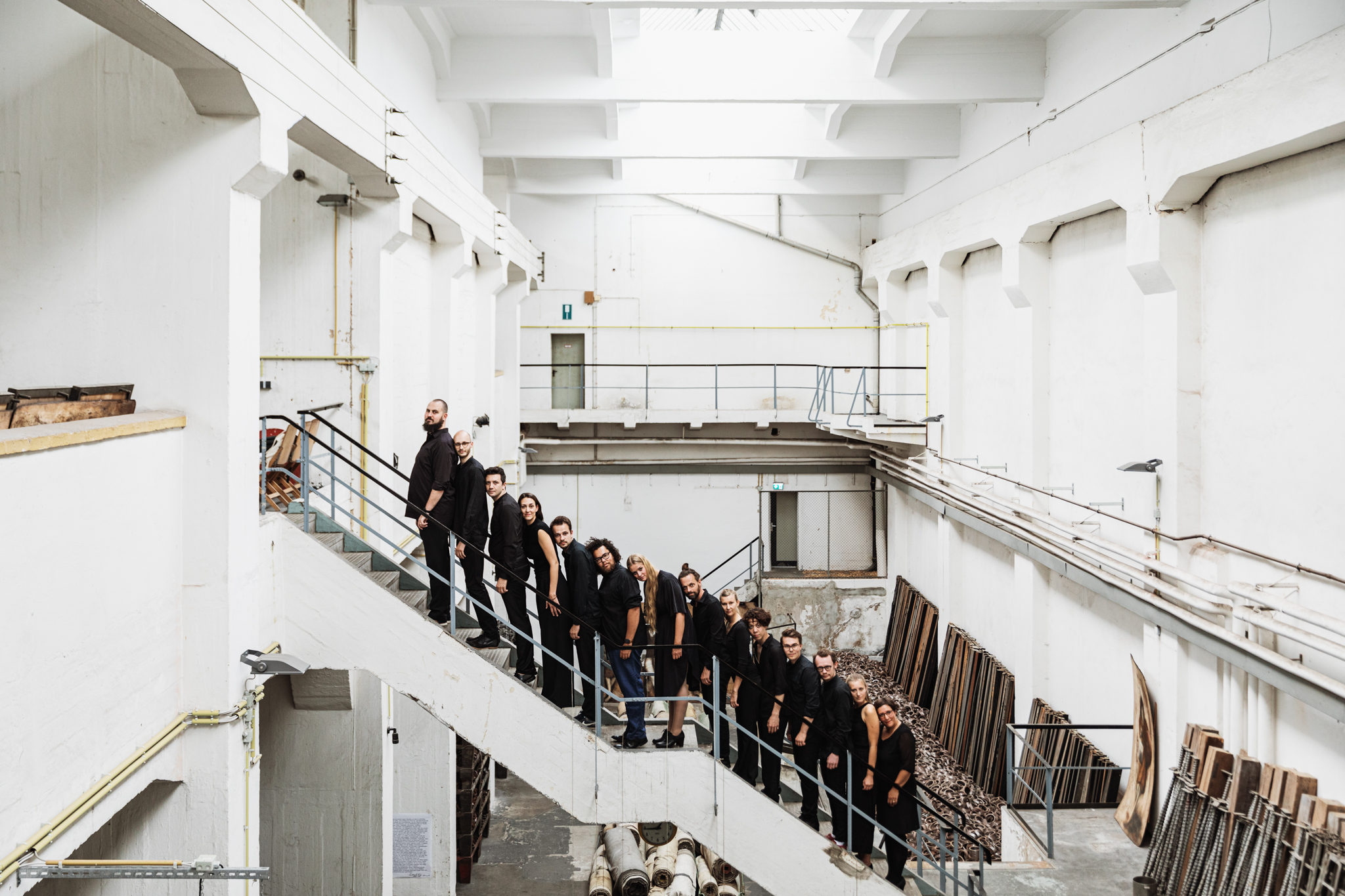
Das Orchester im Treppenhaus in den Rose-Buschverlassenschaften, der Turbinenhalle des ehemaligen Umspannwerkes der PreussenElektra in Hannover-Ahlem

Das Orchester im Treppenhaus ist ein innovatives Kammerorchester mit Sitz in Hannover. Die 20 Musiker um den Gründer, künstlerischen Leiter und Dirigenten Thomas Posth haben es sich zur Aufgabe gemacht, den klassischen Konzertbegriff zu erweitern und neue Zugangsmöglichkeiten zur klassischen Musik zu finden. Organisiert ist das Orchester als Verein unter dem Träger Akademie für lebendige Musik e.V.

## Geschichte
Das Orchester wurde 2006 von Thomas Posth mit der Intention gegründet, klassische Konzertformate aufzubrechen, neue Wege zu suchen und ein neues Publikum anzusprechen. Damit einhergehend ist die ständige Suche nach neuen Konzertorten. Die ersten Konzerte des Orchesters fanden im Treppenhaus der Cumberlandschen Galerie statt, einem Spielort des Schauspielhaus Hannover, das dem Orchester seinen Namen gab.

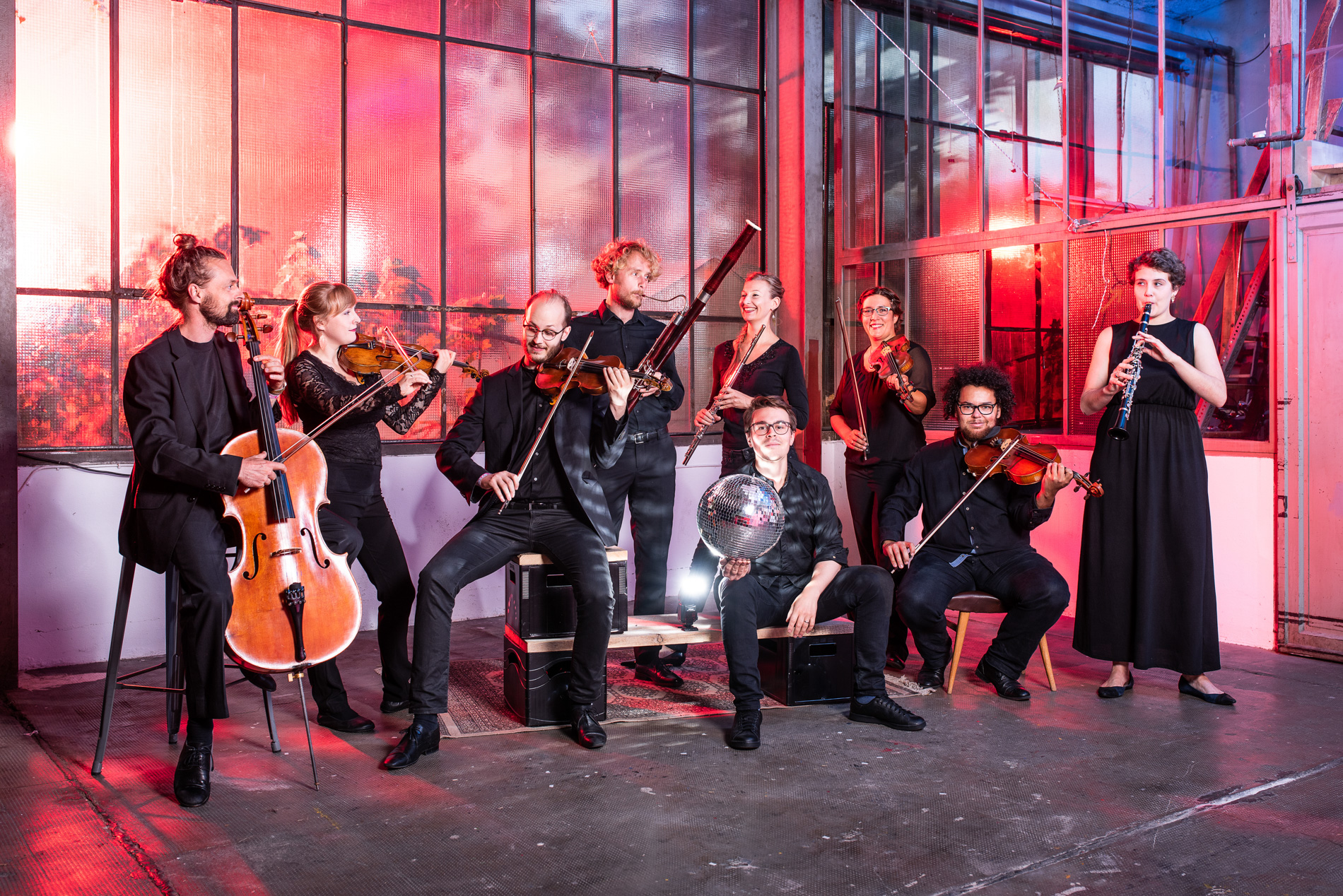
Orchester im Treppenhaus, 2018

Seit seiner Gründung hat das Orchester eine Vielzahl von Konzertformaten und -Projekten entwickelt, die die Grenzen verschiedener Kunstrichtungen auflösen, klassische Konzerte als Performance erlebbar machen und den Fokus stark auf ein besonders intensives Erlebnis von Musik setzen. Dafür hat sich das Orchester im Treppenhaus auch mit unterschiedlichsten Dramaturgen, Regisseuren, Schauspielern und Synchronsprechern zusammengetan. U.a. arbeitete das Orchester für mehrere Jahre intensiv mit dem Dramaturgen und Regisseur Volker Bürger zusammen. Eine weitere regelmäßige Zusammenarbeit besteht mit den Synchronsprechern Tobias Kluckert, Norman Matt und Marcus Off.
Das Orchester im Treppenhaus unterhält eigene Konzertreihen in seiner Laborstadt Hannover und wird regelmäßig zu nationalen und internationalen Festivals eingeladen, etwa zum Podium Esslingen, Heidelberger Frühling, Beethovenfest Bonn, Mozartfest Würzburg, dem Festival Niedersächsische Musiktage, Klang trifft Kulisse Grafenegg, Classical:Next Rotterdam, Festival Theaterformen und dem Fusion Festival.

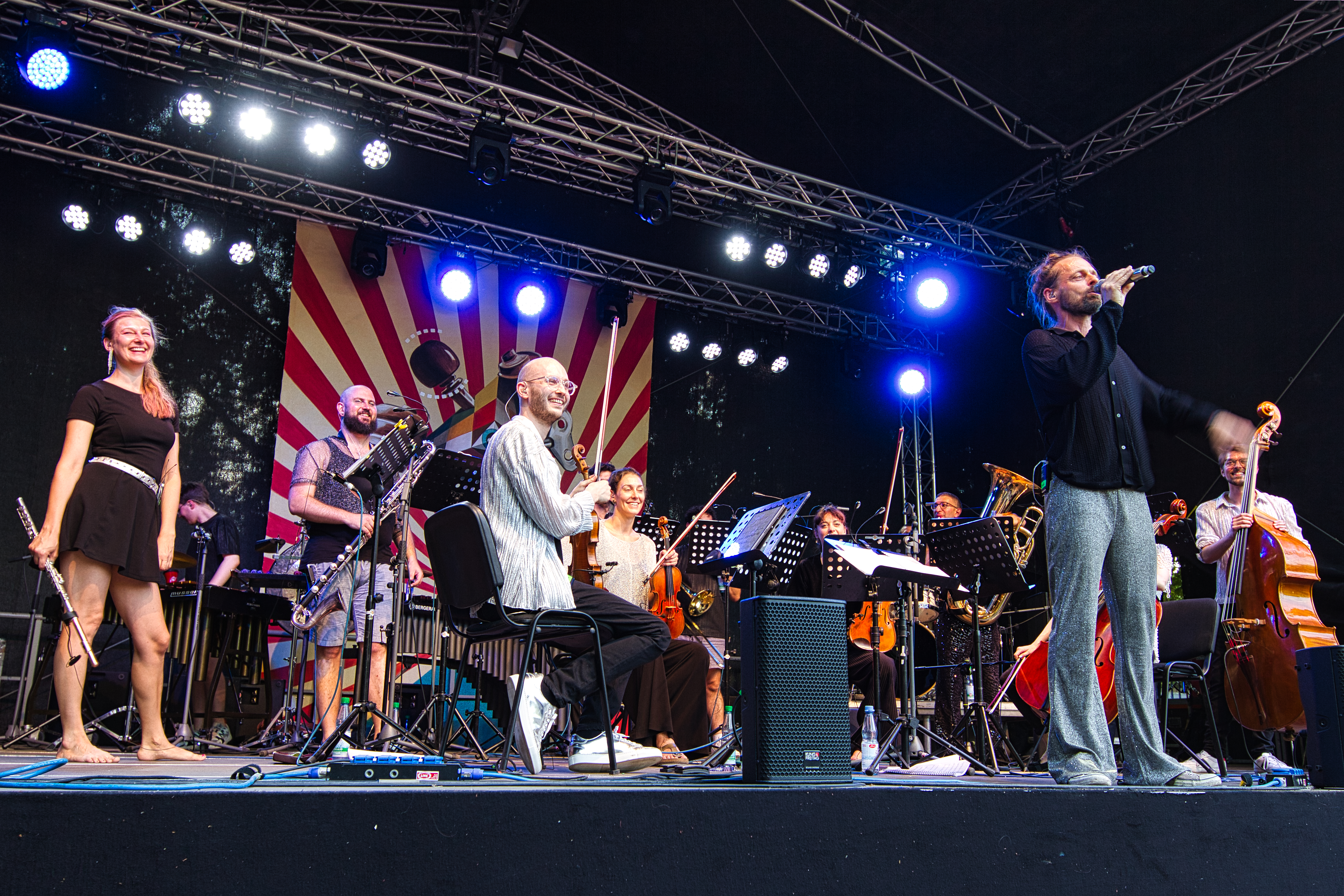
Orchester im Treppenhaus mit dem Programm Disco auf dem Rudolstadt-Festival 2023

Seit Januar 2020 hat das Orchester zudem seinen eigenen Podcast Stocksteif & Prüde und ein eigenes Festival SeaSounds auf Norderney, das jedes Jahr im September stattfindet.
Das Orchester im Treppenhaus ist Mitglied von FREO – Freie Ensembles und Orchester in Deutschland e.V.

## Konzertformate
- Circles
- Dark Ride
- Dark Room
- Dating-Konzert: Date Deine Musik
- Disco
- Hygge
- Kopfhörer:in
- Notfallkonzerte / Dein persönliches Notfallkonzert
- Schattenkonzerte

## Auszeichnungen
- 2008 – Förderpreis des Praetorius Musikpreises Niedersachsen für Thomas Posth
- 2015 – pro visio-Preis der Stiftung Kulturregion Hannover für DARK ROOM – ein musikalischer Goldrausch im Dunkeln[2]
- 2021 – Deutscher Theaterpreis DER FAUST (Perspektivpreis)
- 2023 – Stadtkulturpreis des Freundeskreis Hannover